# 周轶君
周轶君（1976年8月—）是一位中国战地记者，纪录片导演，制片人。

## 生平
1976年出生于上海，1998年毕业于北京第二外国语学院阿拉伯语系。2000年至2001年在开罗大学新闻系作交换生，后获得剑桥大学国际关系硕士学位。2002年至2004年担任新华社驻加沙战地记者。2006年加入凤凰卫视担任时事观察员。曾多次参与《锵锵三人行》、《开卷8分钟》、《圆桌派》、《锵锵行天下》等访谈节目。

## 家庭
已婚有两个孩子，居住在香港。

## 著作
- 《走出中东》，中信出版集团，2017年8月，ISBN 9787508677064
- 《中东死生门》，中信出版集团，2017年7月，ISBN 9787508676432
- 《拜访革命》，八旗文化，2016年11月，ISBN 9789869384421
- 《离上帝最近》，文汇出版社，2005年4月，ISBN 9787806768020

## 纪录片
- 《他乡的童年》